# MaCio Teague
MaCio Teague (Cincinnati, 11 giugno 1997) è un cestista statunitense.

## Palmarès
- Campionato NCAA: 1

Baylor Bears: 2021